# Acanthostichus punctiscapus
Acanthostichus punctiscapus é uma espécie de inseto do gênero Acanthostichus, pertencente à família Formicidae.